# Wolfsberg (Thüringen)

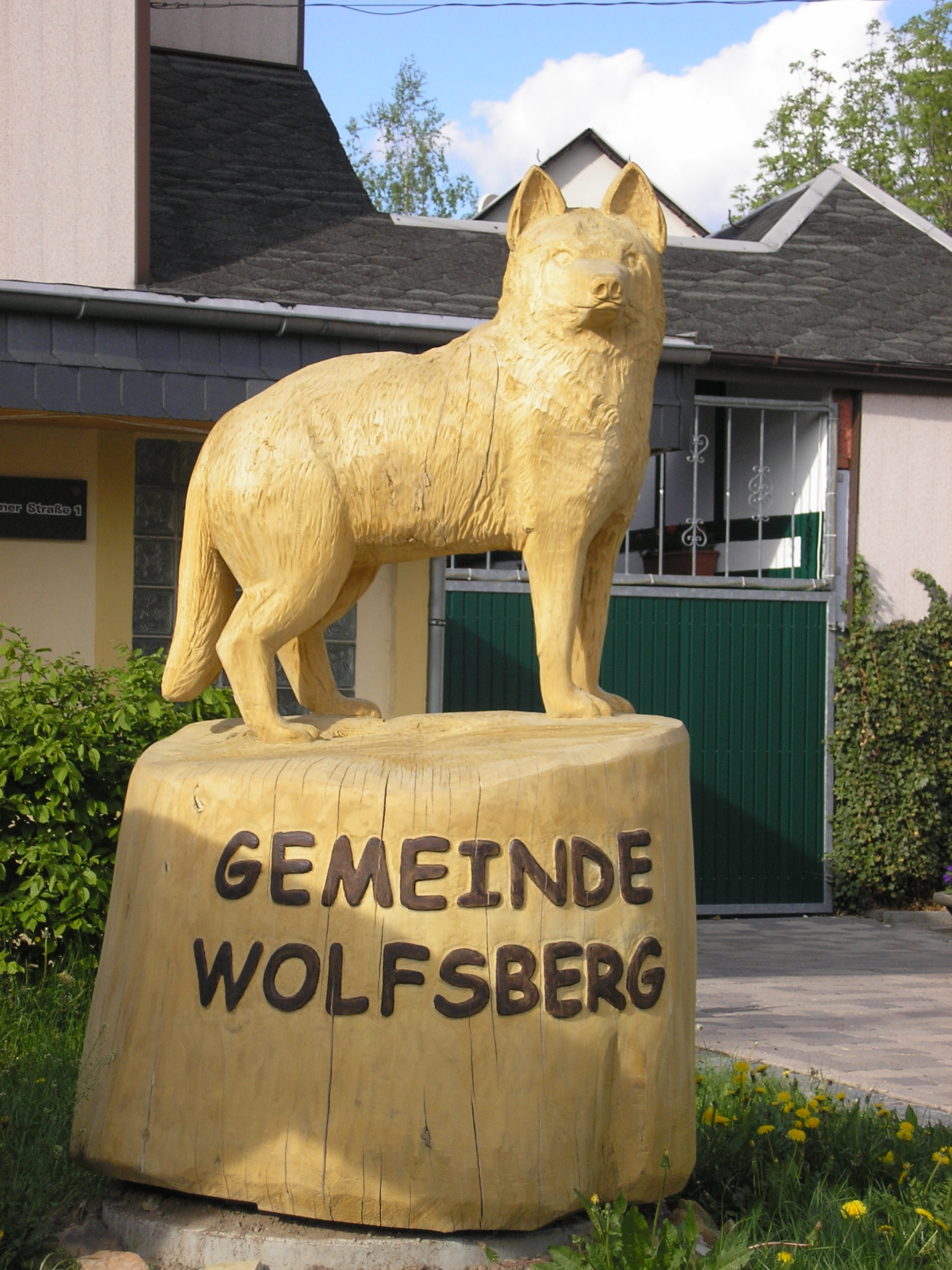
Statue auf dem Markt in Gräfinau-Angstedt

Wolfsberg war eine Gemeinde im Ilm-Kreis in Thüringen. Der Ort liegt im südlichen Teil des Kreises etwa vier Kilometer östlich von Ilmenau. Wolfsberg wurde 1994 aus den Orten Gräfinau-Angstedt, Wümbach und Bücheloh gebildet. Etwa zwei Drittel der Einwohner leben in Gräfinau-Angstedt, Wümbach hat etwa 650 und Bücheloh 440 Einwohner. 2018 wurde der Ort nach Ilmenau eingemeindet.
Namensgeber der Gemeinde war der 527 Meter hohe Wolfsberg, der zwischen den drei Dörfern liegt. Wolfsberg verfügt über mehrere Gewerbegebiete. Außerdem liegen an den Dörfern Wümbach und Gräfinau-Angstedt Neubausiedlungen, die vor allem von der Nähe zur Universitätsstadt Ilmenau profitieren. Verwaltungssitz der Gemeinde war der Ort Gräfinau-Angstedt.

## Geografie

Lage der ehemaligen Gemeinde im Ilm-Kreis

Im Gemeindegebiet lebten 2918 Menschen (Stand: 31. Dezember 2016) auf 28,68 km². Wolfsberg war von der abwechslungsreichen Landschaft des Paulinzellaer Buntsandstein-Hügellandes geprägt. Der niedrigste Punkt des Gemeindegebiets lag in etwa 400 Metern Höhe im Tal der Ilm bei Gräfinau-Angstedt und der höchste Punkt war der namensgebende Wolfsberg mit 527 Metern. In der Landschaft wechselten Acker- und Weideflächen mit Fichten- und Kiefernwäldern. Prägendes Element war hierbei die Wasserläufe und deren Taleinschnitte. Der größte Fluss in Wolfsberg war die Ilm, die den Ort Gräfinau-Angstedt und das östliche Gemeindegebiet in Süd-Nord-Richtung durchfließt. Weitere Flüsse waren die Wipfra, die im äußersten Nordwesten der Gemeinde die Talsperre Heyda speist, die Wohlrose im Südosten, der Humbach durch Bücheloh im Norden und der Wümbach, der durch das gleichnamige Dorf fließt und in Gräfinau-Angstedt in die Ilm mündet.

### Gemeindegliederung
Wolfsberg bestand aus den drei Ortsteilen:
- Gräfinau-Angstedt (mit der Kleinsiedlung Lehmannsbrück)
- Wümbach
- Bücheloh

### Nachbargemeinden
Im Uhrzeigersinn, beginnend im Norden: Wipfratal, Ilmtal, Königsee-Rottenbach, Gehren, Langewiesen, Ilmenau

## Geschichte

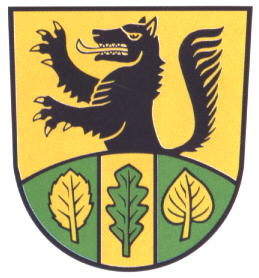
Wappen der ehemaligen Gemeinde

Die Einheitsgemeinde Wolfsberg wurde 1994 durch den Zusammenschluss der Orte Gräfinau-Angstedt, Wümbach und Bücheloh gegründet. Die drei Ortschaften pflanzten am 21. Mai 1994 auf dem Gipfel des Wolfsberges symbolisch ihre Wappenbäume. Gräfinau eine Eiche, Bücheloh eine Buche und Wümbach eine Linde. Sitz der Gemeindeverwaltung ist Gräfinau-Angstedt.
Alle drei Orte wurden in einer Urkunde von 1282 das erste Mal urkundlich erwähnt. Sie lagen fortan im Einflussgebiet der Grafschaft Schwarzburg, zu der sie auch bis zum Ende der Kleinstaaterei in Thüringen 1920 gehörten. Bücheloh und Gräfinau gehörten zu Schwarzburg-Rudolstadt, Angstedt und Wümbach zu Schwarzburg-Sondershausen. Als das Land Thüringen gegründet wurde, wurden die Flurgrenzen bereinigt sowie Gräfinau am Westufer der Ilm und Angstedt am Ostufer zur Gemeinde Gräfinau-Angstedt zusammengelegt.
Im Zuge der Gebietsreform in Thüringen wurden Verhandlungen mit der Stadt Ilmenau über eine Eingliederung in diese aufgenommen. Dies führte zu einer Auflösung der Gemeinde und Eingliederung in die Stadt Ilmenau zum 6. Juli 2018.

### Einwohnerentwicklung
Ab 1994: Daten zum 31. Dezember, Quelle: Thüringer Landesamt für Statistik
| - 1910: 3210 - 1939: 3492 - 1994: 3262 - 1995: 3292 - 1996: 3304 - 1997: 3380 - 1998: 3385 - 1999: 3394 | - 2000: 3364 - 2001: 3374 - 2002: 3342 - 2003: 3352 - 2004: 3313 - 2005: 3293 - 2006: 3240 - 2007: 3202 | - 2008: 3157 - 2009: 3149 - 2010: 3115 - 2011: 3040 - 2012: 3013 - 2013: 3033 - 2014: 2956 - 2015: 2929 | - 2016: 2918 |

## Politik

### Gemeinderat
Der Gemeinderat von Wolfsberg besteht aus 16 Gemeinderatsmitgliedern.
- CDU 11 Sitze
- SPD 5 Sitze[4]

(Stand: Kommunalwahl am 25. Mai 2014)

### Ehemaliger Bürgermeister
Der hauptamtliche Bürgermeister der Gemeinde war Lars Strelow. Er wurde am 18. November 2012, nach dem Tod des Vorgängers Georg Juchheim, gewählt.

### Wappen
Das Wappen wurde am 8. Dezember 1994 durch das Thüringer Landesverwaltungsamt genehmigt.
Blasonierung: „In Gold ein schwarzer Wolf aus einem grünen, durch einen goldenen Pfahl gespaltenen Berg, der vorn mit einem goldenen Buchenblatt, in der Mitte mit einem grünen Eichenblatt und hinten mit einem goldenen Lindenblatt belegt ist.“
Im redenden Wappen wird der Ortsname heraldisch visualisiert. Die beiden Motive Wolf und Berg werden durch drei Blätter ergänzt, die die einzelnen Ortsteile symbolisieren. So steht das Buchenblatt für Bücheloh, das Eichenblatt für Gräfinau-Angstedt und das Lindenblatt für Wümbach.
Das Wappen wurde vom Heraldiker Frank Diemar gestaltet.

### Ortspartnerschaften
Eine Partnerschaft bestand mit den Gemeinden Haiger in Hessen, Lusigny in Frankreich und mit den polnischen Gemeinden Slesin, Kleczew und Rychwal (LK Konin).

## Wirtschaft und Infrastruktur
In der Wirtschaft sind die Land- und Viehwirtschaft dominierend, besonders die Milchviehzucht. Aber in allen drei Orten gibt es auch kleine Gewerbegebiete, in denen sich verschiedene Kleinunternehmen angesiedelt haben. Viele Einwohner pendeln zur Arbeit auch nach Ilmenau. Bei Wümbach liegt auch die Biomüll-Deponie des Landkreises.
Durch das Gemeindegebiet führte die Bundesstraße 87, die auch den Ort Bücheloh durchläuft. Die A71-Anschlussstelle Ilmenau-Ost liegt etwa einen Kilometer von Bücheloh entfernt. Landstraßen führen nach Ilmenau, Langewiesen, Gehren, Pennewitz, Cottendorf und Traßdorf (nach Arnstadt). Die nächsten Bahnanschlüsse befinden sich in Ilmenau an der Bahnstrecke Erfurt–Ilmenau und in Singen an der Bahnstrecke Arnstadt–Saalfeld. Die Schnellfahrstrecke Nürnberg–Erfurt durchläuft die Gemeinde in Süd-Nord-Richtung. Zwischen Wümbach und Gräfinau-Angstedt liegt die Wümbachtalbrücke dieser Strecke. Auf dem Wümberg bei Wümbach besteht an der Strecke der Bahnhof Ilmenau-Wolfsberg,  der als Betriebs-/Überholbahnhof vor der Untertunnelung des Thüringer Waldes dient. Die Planung sah ursprünglich einen Interregio-Halt für den Raum Ilmenau vor.